# Salt Lake 2002 (jeu vidéo)
Salt Lake 2002 est un jeu vidéo de sport développé par Attention to Detail et édité par Eidos Interactive, sorti en 2002 sur Windows, PlayStation 2 et Game Boy Advance.
Il s'agit du jeu officiel des Jeux olympiques d'hiver de 2002.

## Accueil
- Jeuxvideo.com : 12/20 (PS2)[1] - 11/20 (PC)[2] - 8/20 (GBA)[3]